# Schiffsführerausweis
Ein Schiffsführerausweis ist in der Schweiz ein Befähigungs- und Berechtigungsnachweis zum Führen von Sportbooten. Ab einer Segelfläche von 15 m² oder einer Motorenstärke von 6 kW (8 PS) ist auf den Schweizer Seen ein Führerschein vorgeschrieben. Auf dem Bodensee gilt dies bereits ab einer Segelfläche von 12 m² oder einer Motorenleistung von 4,4 kW (6 PS).
Es gibt zwei Hauptkategorien: Führerscheine für Binnengewässer und Führerscheine für Hochsee. Sie sind das Schweizer Äquivalent zu den deutschen Sportbootführerscheinen, den österreichischen Befähigungsausweisen und dem englischen Yachtmaster.
Jedes Schiff muss einen verantwortlichen Schiffsführer (Skipper) haben. Als Schiffsführer gilt, wer an Bord die Befehlsgewalt innehat. Er ist für die Einhaltung der Gesetze und die Sicherheit der Personen an Bord und des Materials verantwortlich. Alle Personen an Bord haben seine Anweisungen zu befolgen, sofern sie sich auf die Schiffsführung oder die Sicherheit beziehen. Er muss allerdings das Schiff nicht selbst steuern oder die Manöver kommandieren – Insbesondere auf Hochseetörns wäre diese Forderung unmöglich umzusetzen, da auch der Schiffsführer irgendwann schlafen muss. Inwieweit er für Fahrfehler seiner Crew verantwortlich ist, hängt von deren Ausbildungsstand ab.
Die Vorschriften zur Erlangung von Schiffsführerausweisen sind in der Binnenschifffahrtsverordnung festgelegt.

## Binnengewässer
Den Binnen-Schein gibt es in der Schweiz für die folgenden Kategorien:
| Kategorie | |
| --------- | --- |
| A         | Schiffe mit Maschinenantrieb, die nicht Kat. B oder C sind. Dieser Ausweis erlaubt das Führen von Motorbooten mit einer Motorenleistung von mehr als 6 kW (Bodensee 4,4 kW). Dieser Schein kann ab 18 Jahren erworben werden und erlaubt auch den gewerbsmässigen Personentransport für bis zu 12 Fahrgäste. |
| B         | Fahrgastschiffe |
| C         | Güterschiffe mit Maschinenantrieb, Schubschiffe, Schlepper |
| D         | Segelschiffe mit einer Segelfläche von mehr als 15 m² (Bodensee 12 m²). Das Mindestalter beträgt 14 Jahre. |
| E         | Schiffe besonderer Bauart, die nicht Kat. A bis D sind. |

Mit dem Ausweis der Kategorie A darf ein Segelschiff unter Maschine geführt werden. Ein Führerausweis der „Kategorie A begrenzt auf Segelschiffe“ kann erworben werden, um Segelschiffe mit Hilfsmotoren über 6 kW zu führen.
Zuständig für die Durchführung der Prüfungen und die Ausstellung der Führerausweise sind die kantonalen Schifffahrtsämter.

### Theoretische Prüfung
Die theoretische Prüfung ist für Segel- und Motorschiffe identisch. Sie wird im Multiple-Choice-Verfahren durchgeführt (60 Fragen aus einem Katalog von rund 300, 45 Antworten müssen korrekt sein). Die praktische Schiffsführerprüfung der gewünschten Kategorie kann erst nach Bestehen der Theorieprüfung absolviert werden. Praktische Übungsfahrten sind davon aber nicht betroffen, da grundsätzlich jeder ein Schiff lenken darf, sofern ein Schiffsführer mit ausreichendem Befähigungsausweis an Bord ist und keine Hinderungsgründe vorliegen (z. B. Konsum von Alkohol).

### Praktische Prüfung (Segelschiffe)
Der Binnenschein für Segelschiffe (Kat. D) wird ab einer Segelfläche von 15 m² verlangt (Bodensee 12 m²). Die praktische Prüfung wird in der Regel von zwei Kandidaten gleichzeitig abgelegt und umfasst die folgenden Manöver auf einer Segelyacht (ohne Motoreinsatz):
- Seemannschaft (beinhaltet z. B. Knoten, Kenntnis des Schiffes etc.)
- Sicherheit an Bord (beinhaltet z. B. Brandbekämpfung, Wasser im Schiff etc.)
- klarmachen / ablegen
- segeln, beinhaltet u. a.

- Mann über Bord
- Aufschießer
- Manöverkreis
- fahren auf verschiedenen Kursen zum Wind (nach Kursansage)
- klare Kommandos
- reffen

Während der Prüfung agiert einer der Kandidaten als Steuermann und Skipper und der andere als Vorschoter und Hilfskraft. Die Rollen werden während der Prüfung getauscht.
Es ist auch möglich, die Prüfung für die „Kategorie A beschränkt auf Segelschiffe“ abzulegen. Diese erlaubt das Führen von Segelschiffen mit Motoren über 6 kW. Dazu werden insbesondere An- und Ablegemanöver mit einem Segelschiff unter Maschine geprüft (vgl. Motorboote weiter unten).
Bei Nichtbestehen der Prüfung muss nur der ungenügende Teil wiederholt werden. Eindeutige Gründe für ein Nichtbestehen sind etwa eine Kollision, das Verursachen einer Patenthalse oder das Überfahren der Übungsboje beim Mann-über-Bord-Manöver.

### Praktische Prüfung (Motorboote)
Die praktische Prüfung umfasst die folgenden Manöver auf einem Motorboot
- Ablegen
- Steuerbord-Landung
- Backbord-Landung
- Rw/Sw-Landung
- Mann-über-Bord-Manöver
- Boxenfahren vorwärts
- Boxenfahren rückwärts
- Buglandung
- Manövrieren auf engem Raum
- Befahren von Häfen
- Ankermanöver
- Befahren von verschiedenen Kursen
- Gesamteindruck

Des Weiteren wird das Wissen zu den folgenden Gebieten geprüft
- Schiff am Steg belegen
- Wetterbeurteilung
- Kursbestimmung
- Standortbestimmung
- Kenntnisse des Schiffes
- Brandbekämpfung
- Wasser im Schiff
- Schiff auf Grund setzen
- Maschinenausfall
- Ruderausfall
- Verhalten bei Unfällen
- Erste Hilfe
- Massnahmen bei Havarie

Das Manöver gilt als Bestanden, wenn keiner der folgenden Fehler gemacht wurde. Bei mittelschweren Fehlern darf das Manöver einmal wiederholt werden. 
Mittelschwere Fehler
- Ablegen ohne Starten des Motors
- Anprallen an Stege, Pfähle
- Übermässige Beanspruchung des Motors bei Manövern
- Sichtkontakt zum Mann im Wasser (bzw. der Übungsboje) verloren, zu grosser Zeitaufwand
- Nichtabstellen des Motors bzw. Abstellen auf Fliessgewässern
- Falsches Einschätzen von Wind und Strömung
- Fehlerhafte Bedienung von Steuer und Schaltung
- Fehlende Blicke nach Achtern
- Missachtung von Verkehrsvorschriften
- Kenntnisse der Schiffssicherheit
- Seemannschaft

Schwere Fehler
- Grobe Verletzung elementarer Verkehrsregeln und/oder Verletzung der Sorgfaltspflicht
- Schwere Kollisionen mit Steg, Schiffen usw.
- Beschädigung des eigenen oder anderer Schiffe oder von Anlagen jeder Art
- Eingreifen des Prüfungsexperten im Notfall
- Verlassen des Steuerstandes mit eingeschaltetem Antrieb
- Nichtausführen einer Aufgabe / Abbruch durch Kandidat
- Erhebliche Behinderung vorttrittsberechtiger Schiffe
- Bergung der Übungsboje mit eingeschaltetem Antrieb
- Krasse Missachtung der Höchstgeschwindigkeit
- Gefährdung von Personen
- Rücksichtsloses Verhalten

## Hochseeausweis
Der Hochseeausweis ist die Voraussetzung zum Führen von Sport- und Vergnügungsschiffen in Küstengewässern und auf hoher See. Er wird in den beiden Kategorien „Segelschiffe mit oder ohne Maschinenantrieb“ und
„Motorschiffe“ ausgestellt. Dazu müssen folgende Voraussetzungen erfüllt sein:
- bestandene Theorieprüfung
- kantonaler Schiffsführerausweis ("Binnen-Schein") oder gleichwertiger Ausweis
- max. 6 Jahre alter Nothelferausweis
- Sehtest
- Hörtest
- Fahrtennachweis bzw. Praxis auf See

Bis zum 31. März 2007 wurde ein nichtamtlicher Hochseeschein mit gleichen Anforderungen ausgestellt. Der nun amtliche Hochseeausweis ist gleichzeitig „International Certificate for Operators of Pleasure Craft“. Der Hochseeausweis ist auf Sport- und Vergnügungsschiffen zur Navigation in Küstengewässern und auf hoher See zeitlich und geographisch unbeschränkt gültig.

### Theoretische Prüfung
Die theoretische Hochseeausweisprüfung wird durch vom Schweizerischen Seeschifffahrtsamt anerkannte Organisationen durchgeführt. Derzeit sind der Cruising Club der Schweiz (CCS) sowie die Swiss Yachting Association (SYA) prüfungsberechtigt. Diverse Segelschulen, wie auch Regionalgruppen des CCS, bieten Kurse an, die auf die Theorie-Prüfung beim CCS oder bei der SYA vorbereiten.
Die Prüfung umfasst die folgenden Gebiete:
- (Terrestrische) Navigation und Schiffsführung
- Seemannschaft
- Meteorologie
- Rechtsfragen
- Medizin an Bord
- Gezeitenaufgaben
- Kartenaufgaben

Die Prüfung erfolgt für die Gezeiten- und Karten-Navigations-Aufgaben schriftlich und für die übrigen Themen im Multiple Choice Verfahren. Die siebenstündige Prüfung wird i. d. R. in zwei Teilen, je 3,5 Stunden vor- und nachmittags, absolviert. Pro Prüfungsfach müssen mindestens 75 % der Antworten korrekt sein; eine nicht bestandene Teilprüfung kann innert eines Jahres wiederholt werden.

### Praktischer Nachweis
Zum Erwerb des Hochseeausweises (HSA) sind – nebst einer anspruchsvollen theoretischen Prüfung – Nachweise über praktische Erfahrung zu erbringen. Die nachzuweisenden Leistungen müssen innert 4 Jahren vor und nach der theoretischen Prüfung erfolgen.
Für die Erteilung des Segelscheins ist der Nachweis von mindestens 1000 zurückgelegten Seemeilen erforderlich, wovon mindestens 700 nach bestandener Theorieprüfung absolviert werden müssen. Die Mindestdauer beträgt 3 Wochen, wovon mindestens 18 Tage auf See verbracht worden sein müssen. Für die Erteilung des Motorbootscheins ist der Nachweis von mindestens 500 Seemeilen (400 nach bestandener Theorieprüfung) erforderlich, es müssen von 2 Wochen Seefahrt mindestens 10 Tage auf See verbracht worden sein. Sämtliche Seemeilen müssen auf hochseetauglichen Yachten absolviert werden.
Zur Ergänzung eines bestehenden Segel- bzw. Motorbootscheines durch die jeweils andere Kategorie muss nur ein reduzierter Praxisnachweis der zusätzlich zu erwerbenden Kategorie erbracht werden.
Eine eigentliche praktische Prüfung für Hochseeschiffe kennt die Schweiz nicht, zum einen wäre das unpraktikabel, da die Schweiz als Binnenland einen Ort für so eine Prüfung gar nicht so einfach bezeichnen könnte und zum anderen muss für den Hochseeausweis ein Binnenausweis vorgelegt werden. Für diesen ist eine eingehende praktische Prüfung erforderlich, die allerdings  auf eher kleineren Booten abgenommen wird, als auf hoher See gefahren werden.
Die absolvierten Seemeilen und die erworbenen Kenntnisse auf See müssen im persönlichen Fahrten- und Leistungsnachweis sauber und nachvollziehbar dokumentiert und vom Skipper und HSA-Anwärter visiert werden.